# Company of Heroes 2
Company of Heroes 2 – komputerowa strategiczna gra czasu rzeczywistego, wyprodukowana przez kanadyjskie studio Relic Entertainment i wydana 25 czerwca 2013 roku na PC przez Segę. Jest kontynuacją wydanej w 2006 roku gry Company of Heroes: Kompania Braci.

## Fabuła
Akcja gry została osadzona w czasie II wojny światowej i skupia się na walce Armii Czerwonej na froncie wschodnim. Fabuła gry rozpoczyna się operacją Barbarossa wiosną 1941 roku, a kończy zdobyciem Berlina w 1945 roku.

## Rozgrywka
W grze występują zmienne warunki atmosferyczne, mają one wpływa na poruszanie się jednostek (żołnierze chowają twarze przed padającym śniegiem, przy braku ochrony mogą także umrzeć z zimna).
Gra zawiera tryb gry wieloosobowej poprzez Internet przeznaczony dla maksymalnie ośmiu osób. Dostępne są dwie strony konfliktu: III Rzesza i Armia Czerwona. Odblokowywanie specjalnych biuletynów pozwala m.in. na zwiększenie możliwości bojowych dowodzonych wojsk, nowych dowódców, skórek pojazdów.
Gra została oparta na silniku Essence 3.0.

## Dodatki
Gra została wzbogacona o trzy rozszerzenia: Ardennes Assault, Western Front Armies i The British Forces. Pierwsze opowiada o ofensywie w Ardenach z punktu widzenia sił amerykańskich, zaś drugie i trzecie poświęcone są rozgrywce wieloosobowej i pozwala na sterowanie wojskami amerykańskimi lub niemieckim Oberkommando West, oraz wojskami brytyjskimi.